# Twanisha Terry
Twanisha "TeeTee" Terry (Miami, 24 de janeiro de 1999) é uma velocista norte-americana, especialista nos 100 e 200 m rasos, bicampeã mundial no revezamento 4x100 metros, título conquistado nos Mundiais de Eugene 2022 e Budapeste 2023.
Em Paris 2024 ela integrou o 4x100 norte-americano junto com Gabrielle Thomas, Sha'Carri Richardson e Melissa Jefferson que conquistou a medalha de ouro, tornando-se campeã olímpica.